# Marilyn Loden
Marilyn Loden (Nova York, 12 de julho de 1946 - Califórnia, 6 de agosto de 2022) foi uma escritora estadunidense, e defensora da igualdade de gênero. Loden criou o termo "teto de vidro", ainda muito utilizada, para definir as barreiras encontradas por mulheres em seu local de trabalho. Foi classificada como uma das 100 mulheres mais inspiradoras do mundo, pela BBC 100 Women, no ano de 2017.

## Biografia
Filha de Mary e Patrick Downey, e irmã de Patricia Pollok. Loden nasceu em 12 de julho de 1946 em New Hyde Park, na cidade de Nova York. Em 1986, mudou-se com seu esposo John Loden para São Francisco, que veio a falecer em 2021.
Se formou em 1968, na Universidade de Syracuse. Trabalhou no setor de Recursos Humanos na New York Telephone Company, pediu demissão em 1981, e começou a escrever livros sobre a diversidade no local de trabalho e diferenças de gênero nos estilos de liderança. Seu primeiro livro, publicado em 1985, Feminine Leadership, or How to Succeed in Business Without Being One of the Boys (Liderança feminina ou como ter sucesso nos negócios sem ser um dos garotos), foi um best-seller publicado em 6 idiomas. Também passou a dar consultoria sobre ampliação da diversidade de gênero no local de trabalho, implementação de políticas por assédio sexual e prevenção de agressão, para empresas como o Citibank, Procter & Gamble, Shell Oil, Universidade da Califórnia, a NASA e a Marinha dos Estados Unidos. No ano de 2016, recebeu a medalha de Serviço Superior civil pelo Chefe de Operações Navais dos Estados Unidos.
No ano de 1978, foi convidada a palestrar na Women’s Action Alliance Conference (Conferência da Aliança de Ação das Mulheres), em Manhattan. O painel se chamava Mirror, Mirror on the Wall (Espelho, espelho na parede), que falava sobre a estagnação das mulheres em suas carreiras profissionais. Todas as palestrantes abordavam culpas pessoais por não crescerem nas empresas, pelo comportamento que tinham no local de trabalho, como a insegurança e baixa autoestima. Loden foi a última a palestrar, e na sua vez, falou sobre as dificuldades enfrentadas pelas mulheres no local de trabalho, não como sendo por culpa pessoal, mas sim um problema da instituição, como o comportamento sexistas dos chefes, o salário inferior recebido por mulheres em cargos iguais ocupados por homens, sendo preteridas em cargos de gestão. Durante a palestra, Loden classificou a barreira que as mulheres sofrem para crescer em suas carreiras como "the glass ceiling" (teto de vidro).
Loden faleceu no dia 6 de agosto de 2022, na Califórnia, devido a um câncer de pulmão.

## Obras
- 1985 - Feminine Leadership, or How to Succeed in Business Without Being One of the Boys.[5]
- 1991 - Workforce America! Managing Employee Diversity As A Vital Resource.[2]
- 1996 - Implementing Diversity.[2]